# Intersection (grupo)
Intersection (estilizado INTERSECTION) foi uma boy band japonesa formada pela Avex em 2018. Eles se separaram a 31 de março de 2022.

## História
A Avex criou o conceito dos Intersection em 2015, depois de ter feito um scouting dos membros, formando o grupo com base no facto de os membros do grupo terem ascendência mista, numa tentativa de entrar no mercado musical internacional. Antes de se estrear, Kazuma Mitchell era um modelo exclusivo da Men's Non-no e um estudante da Universidade de Harvard, enquanto William Aoyama era um nadador olímpico júnior.
Em outubro de 2018, eles lançaram o seu single de estreia digital, "Heart of Gold", seguido por "Falling" em novembro de 2018, "Body Language" em dezembro de 2018 e "You're the Reason" em julho de 2019. Em julho de 2019, Intersection foi anunciado como o intérprete do tema de encerramento da adaptação anime de 2019 de Fruits Basket com a música "One Step Closer". Mais tarde, a 21 de agosto de 2019, lançaram digitalmente o seu primeiro álbum, Intersection, com a canção "You're the Reason" como faixa promocional. A janeiro de 2020, foram anunciados como os intérpretes do tema de encerramento da terceira temporada de Black Clover, com a canção "New Page".
Em 2021, Kazuma, Caelan e Mika participaram no reality show chinês Produce Camp 2021. Embora Kazuma tenha abandonado o programa e Caelan tenha sido eliminado no episódio final, Mika ficou em 4º lugar na competição; posteriormente, estreou-se na boy band chinesa Into1.

## Membros
- Mika Hashizume (橋爪ミカ)
- William Aoyama (青山ウィリアム)
- Kazuma Mitchell (ミッチェル和馬)
- Caelan Moriarty (モリアティー慶怜)

## Discografia

### Álbuns
| Título       | Ano  | Detalhes                                                                                       | Melhor posição nos tops | Vendas |
| Título       | Ano  | Detalhes                                                                                       | JPN                     | Vendas |
| ------------ | ---- | ---------------------------------------------------------------------------------------------- | ----------------------- | ------ |
| Intersection | 2019 | - Lançamento: 21 de agosto de 2019 - Gravadora: Avex Entertainment - Formato: download digital | —                       | —      |

### Singles
| Título                                                                                      | Ano  | Melhor posição nos tops | Melhor posição nos tops | Vendas | Álbum        |
| Título                                                                                      | Ano  | JPN                     | JPN Hot                 | Vendas | Álbum        |
| ------------------------------------------------------------------------------------------- | ---- | ----------------------- | ----------------------- | ------ | ------------ |
| "Heart of Gold"                                                                             | 2018 | —                       | —                       | —      | Intersection |
| "Falling"                                                                                   | 2018 | —                       | —                       | —      | Intersection |
| "Body Language"                                                                             | 2018 | —                       | —                       | —      | Intersection |
| "One Step Closer"                                                                           | 2019 | —                       | —                       | —      | Intersection |
| "You're the Reason"                                                                         | 2019 | —                       | —                       | —      | Intersection |
| "—" "-" indica os lançamentos que não entraram nos tops ou não foram lançados nessa região. |      |                         |                         |        |              |